# Loxogramme formosana
Loxogramme formosana är en stensöteväxtart som beskrevs av Takenoshin Nakai. Loxogramme formosana ingår i släktet Loxogramme och familjen Polypodiaceae. Inga underarter finns listade.